# Vipáka
A vipáka (szanszkrit és páli) buddhista fogalom, amely a karma (páli: kamma), azaz a szándékos cselekedet és annak eredményeire, következményeire, gyümölcseire utal. A karma, mint cselekedet és annak következménye (kamma-vipáka) a buddhista valláselmélet központi eleme.

## Fordításai
A vipáka különböző fordításai
- következmény[1])
- beérlelődés oka (vipáka-hetu), beérlelődött okozat (vipáka-phala)[2]
- a karma eredménye, gyümölcse, eredő öntudat[3]
- a szándékos cselekedet és annak következményei[4]

A magyar nyelvben használatos közmondások, amelyek szintén a karma és következménye kapcsolatát írják le:
- Ki mint vet, úgy arat.
- Ki mint veti ágyát, úgy alussza álmát
- Aki másnak vermet ás, maga esik bele.